# Психосексуальний розвиток
Психосексуальний розвиток (англ. psychosexual development) — процес формування статєвої самосвідомості, статєвої ролі та психосексуальних орієнтацій (поняття з его-психології). Центральний елемент в психоаналітичній теорії сексуального потягу. За Фрейдом, з самого народження людина має лібідо (сексуальну енергію), яке проходить п'ять фаз. Кожна фаза — оральна, анальна, фалічна, латентна і генітальна — відповідає певній ерогенній зоні, яка і є джерелом лібідо. Фрейд вважав, що сильні негативні емоції в дитинстві, по відношенню до будь-якої фази психосексуального розвитку, викличуть тривожність, яка в дорослому віці розвинеться у функціональний психічний розлад — невроз.